# Marck Coffin
Marck Coffin (* 27. September 1991 in Las Vegas) ist ein ehemaliger US-amerikanisch-österreichischer Basketballspieler.

## Laufbahn
Der Sohn von Mike Coffin sammelte im Hemd der Kapfenberg Bulls während der Spielzeit 2009/10 in Kurzeinsätzen erste Erfahrung in der Bundesliga, spielte aber vornehmlich im Jugendbereich. 2011 wechselte er in die Vereinigten Staaten, das Heimatland seines Vaters, und spielte zunächst an der Caldwell High School (Bundesstaat Idaho), danach am Treasure Valley Community College (Bundesstaat Oregon), ehe er von 2014 bis 2016 die Mannschaft des College of Idaho in der zweiten Division der NAIA verstärkte. Coffin bestritt insgesamt 51 Spiele für Idaho und erzielte im Schnitt zehn Punkte, 6,9 Rebounds, 2,2 Korbvorlagen sowie 1,8 Ballgewinne je Einsatz.
2016 kehrte er nach Kapfenberg zurück und gewann mit der Mannschaft in den Spielzeiten 2016/17 sowie 2017/18 jeweils die österreichische Meisterschaft und den Pokalbewerb. Coffin wurde als bester Verteidiger der Saison 2017/18 ausgezeichnet. In Kapfenberg wurde er Mannschaftskapitän und ab Dezember 2017 von seinem Vater als Cheftrainer betreut. In der Saison 2018/19 führte Kapfenberg als Kapitän zum Sieg im Pokalbewerb sowie in der Meisterschaft.
In der Sommerpause 2019 wechselte er zum deutschen Drittligisten UBC Münster. Nach dem Saisonende 2020/21 trat Coffin als Spieler zurück, um in die Vereinigten Staaten zu ziehen und dort als Trainer zu arbeiten.